# Uniformes del Cuerpo de Marines de los Estados Unidos

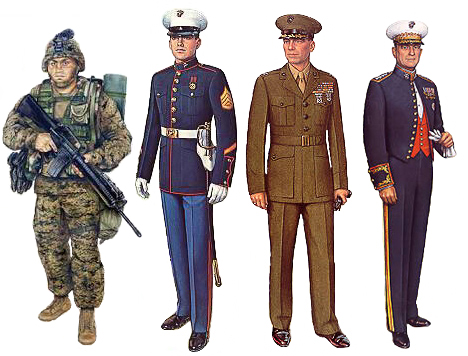
De izquierda a derecha: Uniforme de combate, uniforme de gala azul, uniforme de servicio y uniforme de gala nocturno.

Los uniformes del Cuerpo de Marines de los Estados Unidos sirven para distinguir a los marines de los miembros de los otros servicios. Entre los uniformes actuales de las Fuerzas Armadas de Estados Unidos, los uniformes de los marines son los que han estado en servicio más tiempo. El Uniforme de Gala Azul del Cuerpo de Marines ha sido usado, con pocos cambios, en esencialmente su estado actual desde el siglo XIX.

## Historia
El 5 de septiembre de 1776, el Comité Naval compró el uniforme de los Marines Continentales de acuerdo a las regulaciones que especificaban chaquetas verdes con superficies blancas (solapas, puños y forro de la chaqueta), con un cuello alto de cuero para proteger contra cortes de machete y para mantener erecta la cabeza del hombre. Su memoria es preservada por el sobrenombre de "Cuellos de Cuero" y el cuello alto en los uniformes de gala del Cuerpo de Marines. Aunque la leyenda atribuye el color verde al color tradicional de los fusileros, los marines usaban mosquetes. Lo más probable es que se dispusiera de abundantes cantidades de tela verde en Filadelfia y que también servía para diferenciarlos del color rojo usado por los británicos o del azul usado por el Ejército Continental y la Armada Continental. También, el club de caza de Sam Nicholas usaba uniformes verdes, de ahí que su recomendación al comité fuera en usar el color verde.
En la segunda fundación del Cuerpo de Marines de Estados en el año 1798, el  Secretario de Guerra autorizó un uniforme azul con bordes rojos; el azul se escogió por lazos con la Armada y rojo por sentimentalismo por la Royal Marines y la tradición de usar el rojo de los marines de John Paul Jones. Un año más tarde, a los marines les entregaron los restos de los uniformes de la Legión de Anthony Wayne, azul con guarniciones rojas. Fueron los comienzos de los modernos "gala azules". Los uniformes también venían con un sombrero redondo, con bordes amarillos. En el año 1834, el presidente Andrew Jackson reinstauró las chaquetas verdes y blancas de los Marines Continentales, con pantalones grises. Sin embargo, el teñido de estos se atenuó rápidamente y en el año 1841 el uniforme fue retornado al azul -esta vez con una chaqueta azul oscura y pantalones azules claros con una franja escarlata por la costura para los oficiales y suboficiales.
En el año 1859, se establecieron nuevas regulaciones para el uniforme de gala; el nuevo uniforme tenía un chacó de estilo francés con un impopular  pompón. También existía la opción de un bonete de faena, modelado a partir del quepis francés. En el periodo expedicionario posterior a la guerra de Secesión, los infantes de marina comenzaron a usar un uniforme de campaña de color  caqui, mejor adaptado a los ambientes tropicales y áridos. En la década de 1890, los marines adoptaron algunos cambios prácticos para sus uniformes de campaña, agregando un sombrero de campaña, con un gran emblema del Cuerpo en un costado, y polainas de lona.
En el año 1901 el emblema se movió desde el costado hacia el frente del sombrero de campaña. En el año 1912 el Cuerpo adoptó un "Pico de Montana" para el sombreo de campaña y en el mismo año adoptaron un uniforme verde bosque. El uniforme de servicio verde fue adoptado con un cuello alto.
Cuando el tamaño del Cuerpo creció durante la Primera Guerra Mundial, los marines fueron forzados a adoptar los uniformes sobrantes del Ejército para vestir a sus tropas y mantener una apariencia similar a la del Ejército y prevenir que los soldados confundieran el uniforme verde bosque por uniformes alemanes. La gorra de guarnición fue introducida, originalmente para ser usada en ultramar, ya que podía ser llevada fácilmente cuando se usaba el  casco de acero. Esto marcó la primera vez que los fmarines, así como otros miembros de las fuerzas armadas de Estados Unidos, que usaron uniformes de campaña para combate y no combate distintivos, en adición de los uniformes de gala. El uniforme de servicio estaba designado para ceremonias, uso en guarniciones y durante los permisos.
El algún momento después de la Primera Guerra Mundial, la tradición de un "uniforme del día" designado por el comandante de la unidad fue creada para asegurar la uniformidad de las tropas, ahora que existía una amplia variedad de uniformes disponibles que se podían usar. También nació la tradición de reportarse a un nuevo puesto de servicio usando el uniforme de servicio "A". En el año 1926, el cuello alto en el uniforme de servicio fue cambiado a un cuello plano redondeado, pero permaneció con las mismas características en el uniforme de gala. Una versión caqui del uniforme de servicio fue adoptada para ser usada en los meses de verano.

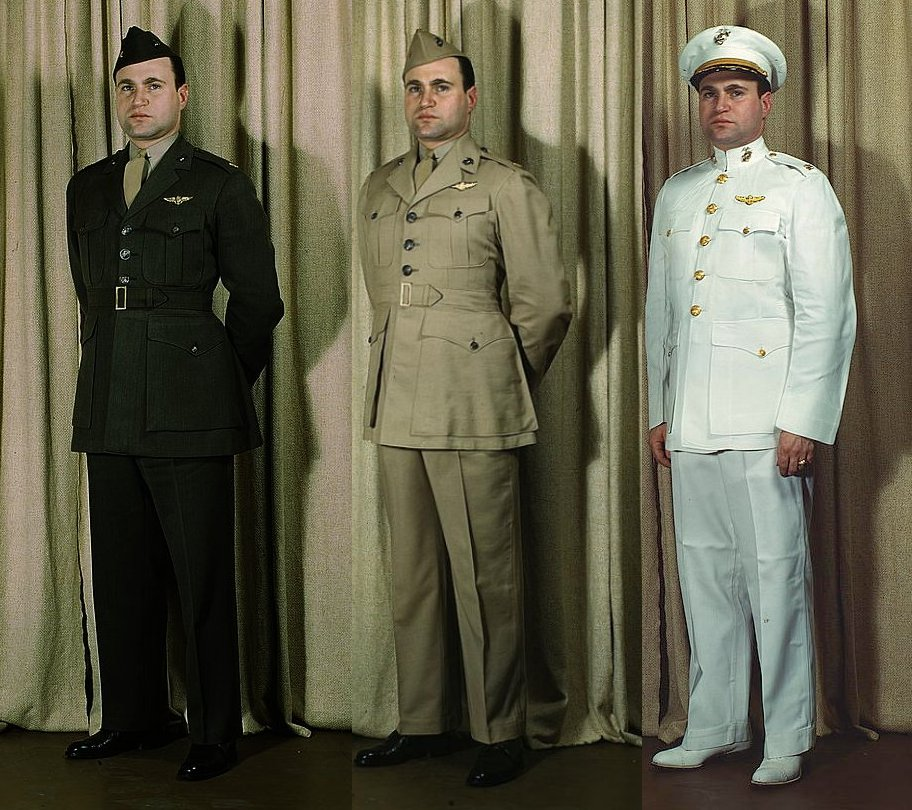
Un mayor de la época de la Segunda Guerra Mundial usando uniformes de servicio de invierno, de servicio de verano y de gala blanco.

Al comienzo de la Segunda Guerra Mundial, el Cuerpo de Marines tenía cuatro uniformes estándares. El de Gala Azul podía ser usado con un cinturón blanco de lona, un cinturón de cuero o un cinturón de tela azul para los oficiales, pero se cesó de entregar a principios de 1942 excepto para reclutadores y unidades ceremoniales mientras duró la guerra. El uniforme de servicio verde para invierno, entregado con una chaqueta y un cinturón de guarnición de capellada para la tropa con un cinturón Sam Browne para los oficiales (hasta que un cinturón de tela del mismo material los reemplazó a ambos en el año 1943), inicialmente fue usado como un uniforme de campaña (tal como la 1.ª Brigada Provisional de Marines en Islandia que los usaba en forma diaria). La gorra de guarnición fue reintroducida, originalmente para ser usada en ultramar, pero rápidamente se convirtió en estándar. El uniforme de servicio caqui para verano tenía cubiertas de bolsillo con puntas y los pantalones no tenían bolsillos traseros al contrario de los pantalones del Ejército que tenían tanto bolsillos traseros y delanteros. Comenzando con un despliegue de preguerra a la Bahía de Guantánamo a principios de 1941, un casco de safari de fibra comenzó a reemplazar al sombrero de campaña usado en áreas tropicales y por los reclutas en entrenamiento, pero finalmente fue dejado de usar ya los uniformes de campaña fueron reemplazados por  uniformes de combate y cascos en noviembre de ese año. 
Cuando la 1.ª División de Marines llegó a Melbourne, Australia, se les entregó el uniforme de combate australiano debido al clima más frío. El Cuerpo de Infantería de Marina adoptó su propia  chaqueta de largo hasta la cintura que continúa siendo entregada.
Nuevamente los uniformes de combate de los marines se sacaron de los inventarios del Ejército, una costumbre que continuaría hasta la adopción del MCCUU en el año 2000. Sin embargo, el Cuerpo hizo uso más extensivo del camuflaje, debido a que el ambiente de selva era más propicio para los patrones usados en esa época, tal como el uniforme de camuflaje reversible que fue entregado a algunas unidades en el año 1943.

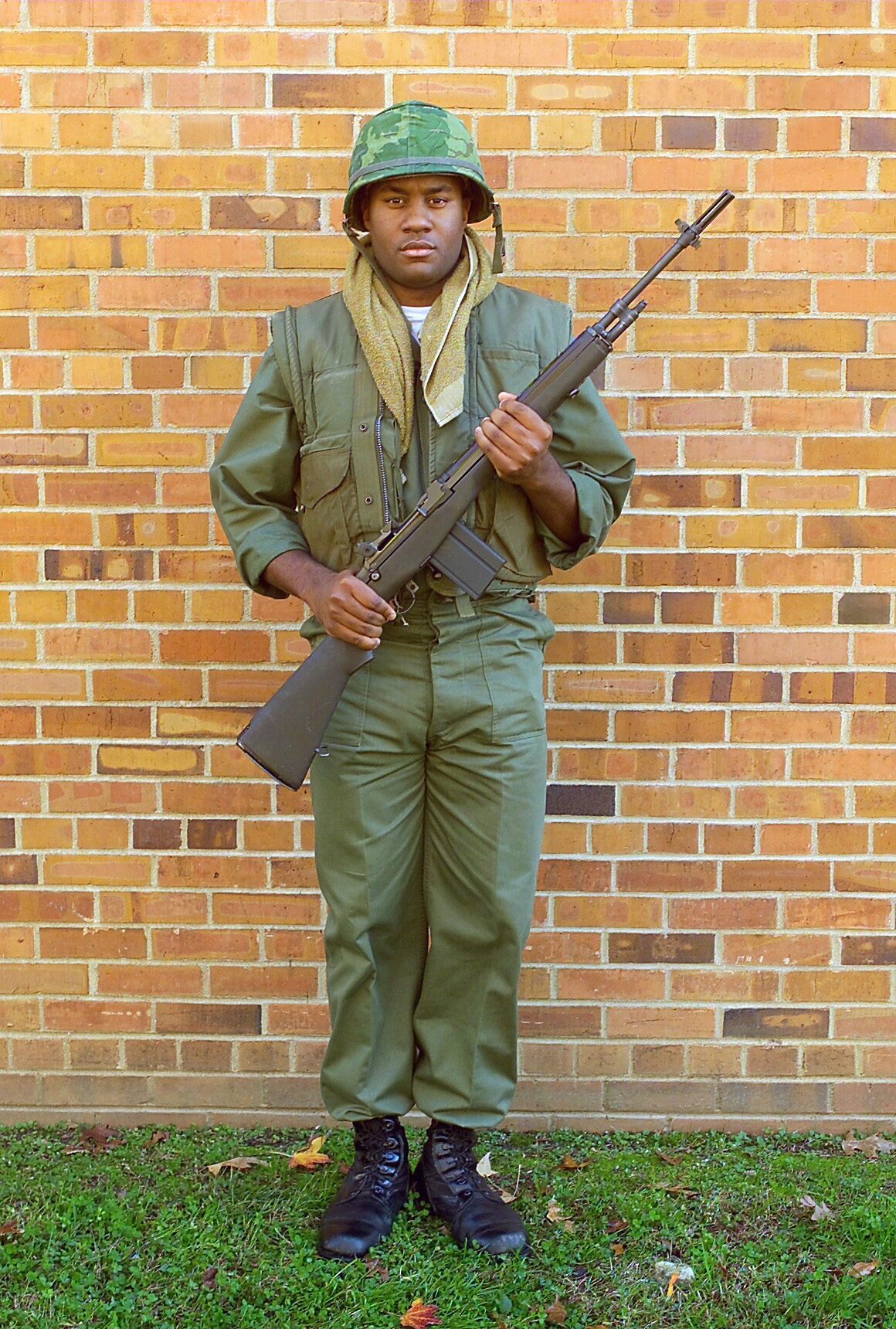
Marine con el uniforme de combate y protección personal de la época de la guerra de Vietnam.

Con el ingreso de mujeres al Cuerpo de Marines se dobló la cantidad de uniformes, ya que existía un equivalente para mujeres de cada uniforme hecho para hombres. Después de la guerra, los uniformes femeninos se acercaron a sus equivalentes masculinos a medida que las mujeres se integraron al Cuerpo de Marines, y el uniforme de servicio verde era usado durante todo el año ya que la versión caqui de verano fue descontinuada. Hacia finales de la década de 1980, la chaqueta toda blanca del uniforme de gala fue discontinuada, aunque los pantalones blancos de gala actualmente permanecen en uso para las unidades ceremoniales.
Después de la guerra de Corea, los uniformes de faena color caqui fueron reemplazados por versiones en color verde oliva, que a su vez fueron reemplazadas a mediados de la década de 1970 por uniformes que usaban el patrón ERDL. El  Uniforme de Combate se convirtió en el uniforme de combate estándar a principios de la década de 1980, y se encontraba disponible en los patrones de camuflaje  boscoso y  desértico de 6 colores. Después de la guerra del Golfo, se desarrolló el patrón de camuflaje  desértico de 3 colores para resolver las deficiencias del anterior patrón de camuflaje y fue utilizado hasta la adopción del MCCUU en el año 2000.
Los  bastones de mando una fueron populares en el Cuerpo de Marines iniciándose su uso como un accesorio informal para oficiales hacia finales del siglo XIX. En el año 1915, obtuvo su aprobación oficial cuando a los  reclutadores se les animó a llevarlos para mejorar su imagen pública. Esta tradición creció cuando los marines se desplegaron para la Primera Guerra Mundial y se encontraron con que los oficiales europeos usaban bastones de mando, que llevaron a que un acápite del reglamento para uso del uniforme en el año 1922 autorizara a los marines reclutados a los usaran también. El usó de este acabó en la década de 1930 y 1940, exceptuando a los marines destinados en China, y nuevamente se volvió moda cuando un regulación del año 1952 animó a su uso; alcanzando su máximo entre 1956 y 1960, cuando el Comandante del Cuerpo de Marines Randolph M. Pate animó a su uso. Sin embargo, su sucesor, David M. Shoup, rápidamente los convirtió en opcionales y desanimó su uso. En el año 1977 el comandante general Louis H. Wilson estableció un directiva que prohibía el llevarlos mientras se encontraba usando el uniforme.

## Uniforme de Gala
El uniforme de gala es un uniforme elaborado llevado en ocasiones formales o ceremoniales. Su forma básica de una chaqueta azul con bordes rojos se conserva desde el siglo XIX. Es el único uniforme militar estadounidense que incorpora los tres colores de la bandera de Estados Unidos. Existen tres diferentes versiones del uniforme de gala: de Gala Nocturno, de Gala Azul y de Gala Azul-Blanco; solo los oficiales y oficiales no comisionados de estado mayor están autorizados a usar el Uniforme de Gala Nocturna. Hasta el año 2000, existía un uniforme de Gala Blanco, similar en apariencia a los uniformes de Gala Blancos, pero solo usados por oficiales (en una manera similar a la de los uniformes de Gala Blancos usados por la Guardia Costera de Estados Unidos. Este uniforme ha sido reemplazado con el uniforme de Gala Azul/Blanco para oficiales y SNCO.

### Gala Azul

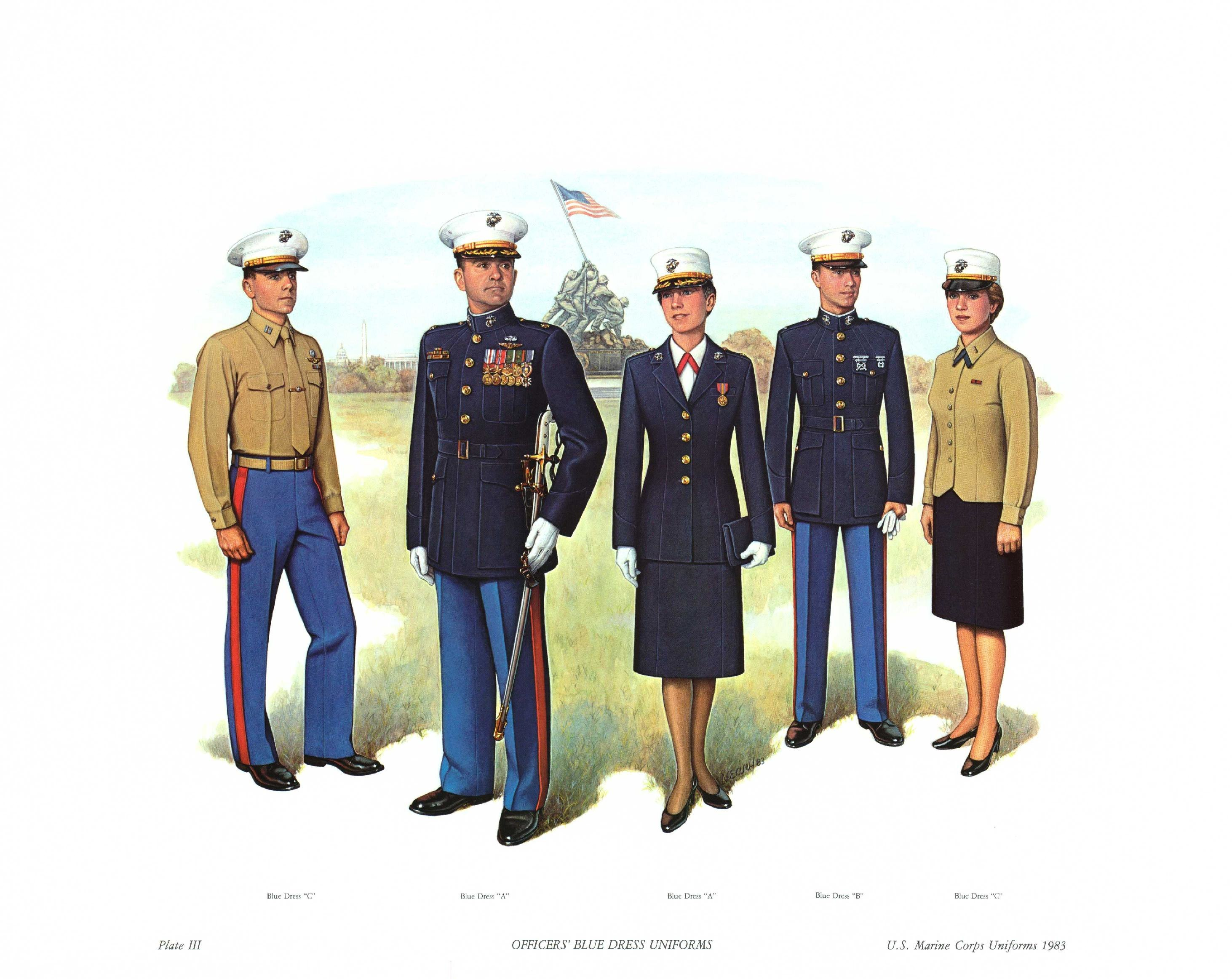
Uniforme de Gala Azul de Oficial. De izquierda a derecha: "C","A","A","B","C".

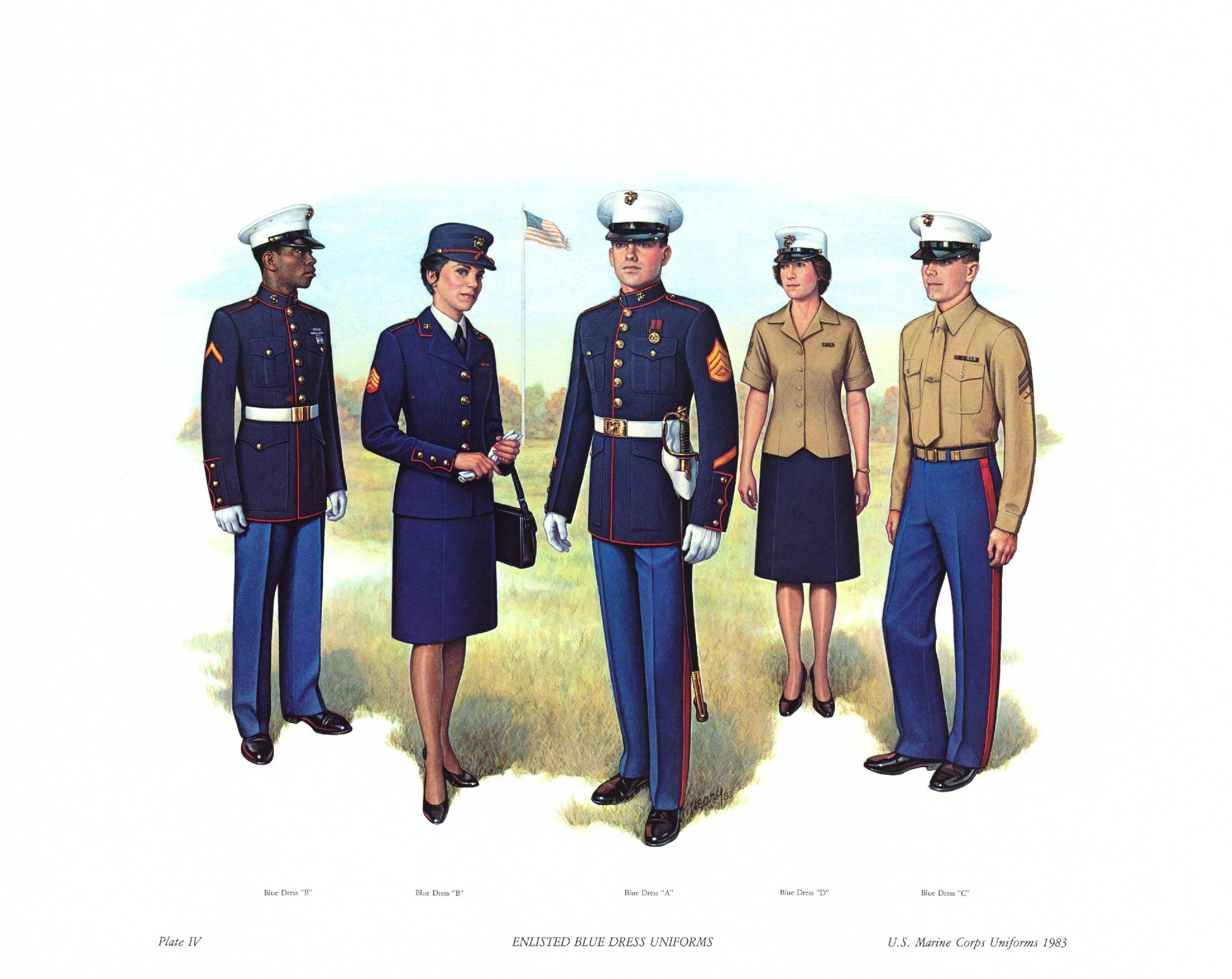
Uniforme de Gala Azul de Tropa. De izquierda a derecha: "B","B","A","D","C".

El uniforme más reconocible del Cuerpo de Marines es el uniforme de Gala Azul, a menudo visto en los  avisos de reclutamiento. A menudo es llamado "Galas Azules" o simplemente "Azules". Es equivalente en composición y uso al black tie civil. Las varias designaciones son listadas en orden descendente de formalidad:
- Gala Azul "A" tiene una chaqueta color azul medianoche de manga larga (la tropa la usa con bordes rojos) con un collar alto y un cinturón de tela blanco (con una hebilla de color dorado dependiendo del rango) para la tropa; azul medianoche para los oficiales con una hebilla M dorada, una gorra de plato blanca, camisa blanca simple, pantalones azul cielo (azul medianoche para los oficiales generales), guantes blancos y zapatos formales y calcetines negros. Se usan medallas de tamaño completo en el lado izquierdo del pecho, con galardones de solo cinta en el lado derecho. Las insignias de puntería no son usadas. Las mujeres usan zapatos de corte bajo y llevan una falda en lugar de pantalones. Para los hombres, la chaqueta está cortada para ajustarse al cuerpo.
- Gala Azul "B" lo mismo que el "A", pero las medallas son reemplazadas con sus correspondientes cintas y todas está agrupadas en el lado izquierdo del pecho. Se pueden llevar las insignias de puntería.
- Gala Azul "C" lo mismo que el "B", pero con camisa con botones de manga larga de color caqui y corbata que reemplaza la chaqueta azul exterior y los guantes blancos. Las cintas e insignias son normalmente usadas sobre la camisa.
- Gala Azul "D" lo mismo que el "C", pero con una camisa con botones de manga corta de color caqui y sin corbata.

Debido a que el uniforme de Gala Azul es considerada vestimenta formal, rara vez se usan los uniformes de Gala Azul "C" y "D". La principal excepción son los reclutadores del Cuerpo de Marines y los Guardia de Seguridad del Cuerpo de Marines , quienes usan el "C" y el "D" en clima cálido. Solo los uniformes de Gala Azul "B", "C" y "D" están autorizados para ser usados para los permisos y de vacaciones; el "A" no está autorizado para eso.
Los oficiales, los oficiales no comisionados y suboficiales usan una "franja sangre" escarlata en la costura externa de cada pierna de los pantalones azules. Los oficiales generales la usan de un ancho de 2 plg (5,1 cm), los oficiales de campaña y de compañía la usan de un ancho de 1,5 plg (3,8 cm), los oficiales no comisionados y suboficiales la usan de un ancho de 1,125 plg (2,9 cm). Los oficiales generales usan pantalones que tiene el mismo color que la chaqueta, mientras que todos los otros rangos usan pantalones de color azul (cielo) medio. Una capa de color azul con forro escarlata es opcional.
Se puede llevar un suéter de cuello alto azul, en el mismo tono azul que los pantalones, con los uniformes "C" y "D", la insignia del rango es usada en charreteras en el hombro, los oficiales con sus respectivos rangos y la tropa de bronce anodizado. Cuando se usa el suéter de cuello alto con la camisa de manga larga de color caqui, no se requiere usar corbata.

### Gala Azul-Blanco

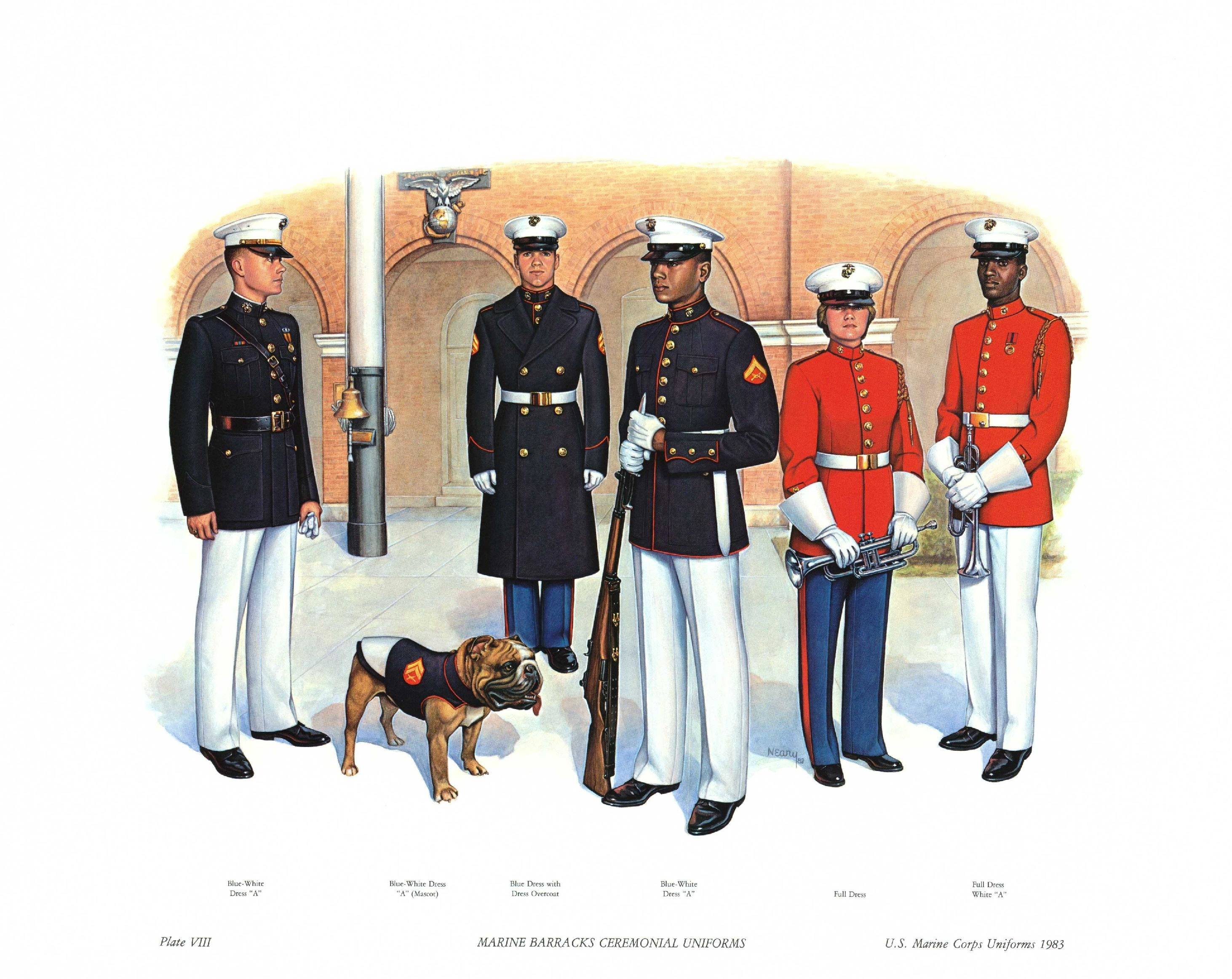
Uniformes Azul-Blanco y Rojo.

Previo al año 1988, el uniforme de gala "Azul-Blanco" fue autorizado para ser usado por las unidades ceremoniales en las Marine Barracks, en Washington D. C. (las más famosas son el Silent Drill Platoon y la Guardia de color). Desde entonces, se ha autorizado el uso del uniforme de gala de verano para todos los oficiales (en el año 2000, fue reemplazado por uniforme completamente blanco, de apariencia similar a la del uniforme de gala blanco de los oficiales y CPO navales), los suboficiales (a menos que ellos estén formados con suboficiales de rango menor y personal de tropa quienes no están autorizados a usar el uniforme) y por los suboficiales y personal de tropa solo en ocasión de ceremonias y eventos sociales siempre y cuando sea autorizado por la cadena de mando apropiada.
Como el uniforme de Gala Azul, el de Gala Azul-Blanco consiste de un uniforme "A" y otro "B", y que es usado de la misma forma que el uniforme de Gala Azul, excepto en que los pantalones, falda o pantalón formal son blancos y no azules. A diferencia del uniforme de Gala Azul, los uniformes de Gala Azul-Blanco no tienen la "franja escarlata". Como con los uniformes de Gala Azul, el uniforme "A" no está autorizado para ser usado cuando se está de permiso o de vacaciones. Los pantalones blancos no están autorizados para ser usados con las camisas caquis de manga larga ni de manga corta, por lo tanto excluyendo los uniformes "C" y "D".

### Gala Rojo
Para diferenciarse de la infantería, los músicos, cornetas y señaleros invierten los colores tradicionales. Los actuales miembros de las diez bandas de música del Cuerpo de Marines usan los uniformes de Gala Azul estándares, mientras que los miembros de la Banda del Cuerpo de Marines de Estados Unidos (The President's Own) y del Cuerpo de Tambores y Cornetas del Cuerpo de Marines de Estados Unidos ambas están acuartelados en Washington D. C. continúan esta tradición usando el uniforme de Gala Rojo (una chaqueta roja con bordes azules).
De la misma forma como sucede con el uniforme de Gala Azul-Blanco, los músicos no están autorizados a usar las camisas caquis con el uniforme de Gala Rojo. Si las condiciones meteorológicas lo ameritan (por ejemplo por el calor en el verano), la banda usará una camisa blanca con los pantalones del uniforme de gala que sea apropiado (con la excepción de los pantalones blancos).

### Gala Nocturna

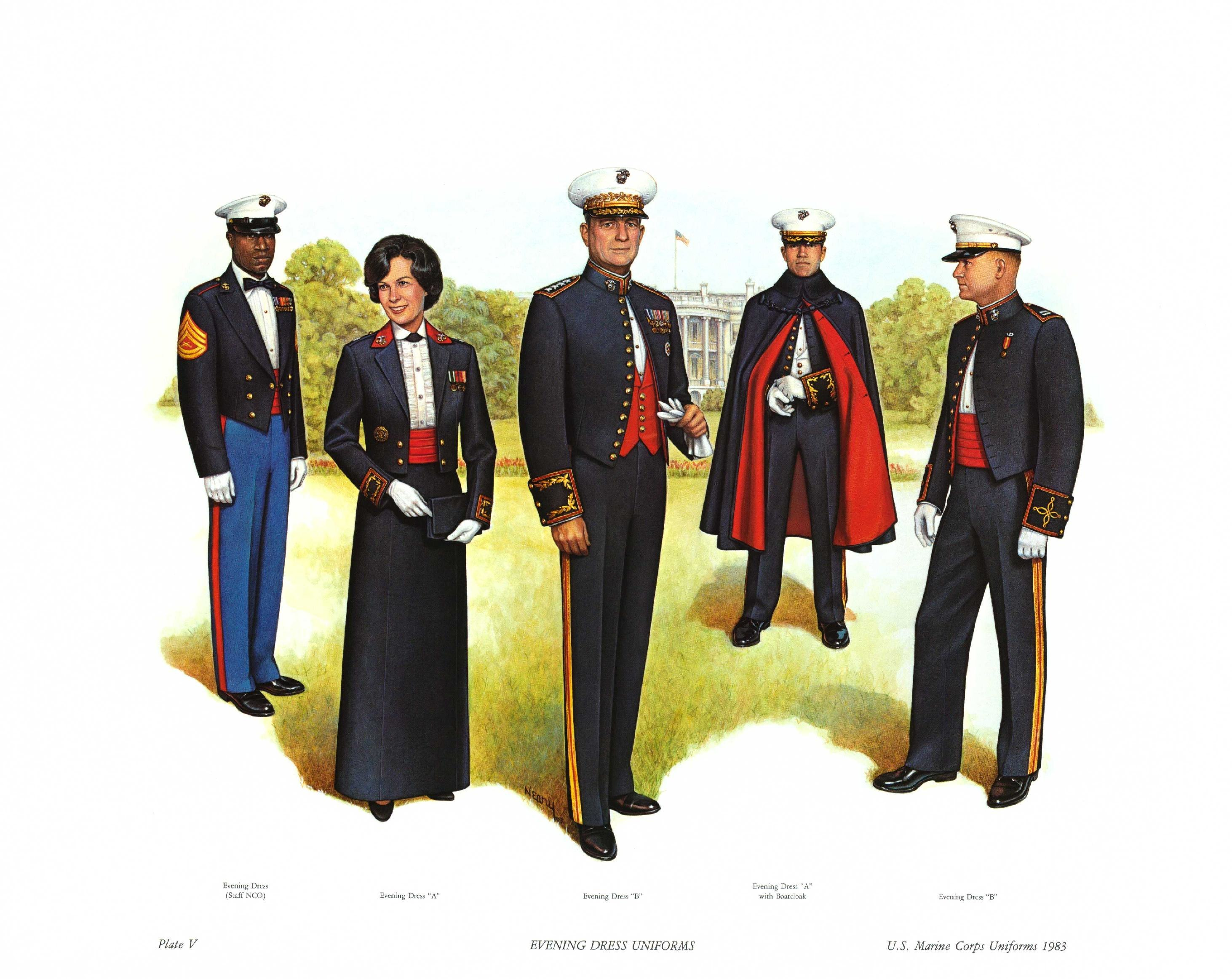
Gala nocturna. Desde izquierda a derecha: Suboficial, "A", "B" (oficial general), "A" con capa, "B".

El uniforme de Gala Nocturno es el más formal de estos (y por los estándares militares estadounidenses, el más elaborado) de los uniformes de gala y es equivalente al frac de uso civil. Solo está autorizado para ser usado por los oficiales y suboficiales (en inglés: SNCO), y es el único uniforme obligatorio para los oficiales superiores (mayores y de rango superior). Existen tres variantes:
- Gala nocturna "A" Para oficiales varones, consiste de una chaqueta nocturna con un cuello bajo, chaleco blanco y una camisa blanca con solapa de piqué. La franja en los pantalones de azul medianoche es una franja delgada de color rojo al interior de una franja bordada en oro. Las oficiales femeninas usan una chaqueta pequeña con solapas escarlatas, una camisa formal blanca, una faja roja y una falda larga. Se usan medallas e insignias en miniatura.
- Gala nocturna "B" es idéntico al Gala Nocturna "A" excepto en que los hombres usa una chaqueta corta escarlata (los oficiales generales) o una faja (todos los otros oficiales) y las mujeres pueden usar una falda corta. Se usan las medallas e insignias en miniatura.
- Gala nocturna SNCO los Oficiales No Comisionados de Estado Mayor (en inglés: Staff Non-Commissioned Officer) usan una chaqueta semi ajustada al cuerpo con insignias de rango históricas de la época de 1890 cosidas en las mangas, una corbata de lazo negra y pantalones azul cielo. Se usan medallas e insignias en miniatura.

Una capa azul con un forro de seda escarlata es opcional. Los oficiales subalternos no se les exige poseer un uniforme de Gala Nocturna y lo pueden sustituir por un uniforme Azul o Azul-Blanco "A". Es apropiado para situaciones tales como eventos de estado, recepciones y cenas inaugurales, y en cenas formales.

## Uniforme de servicio

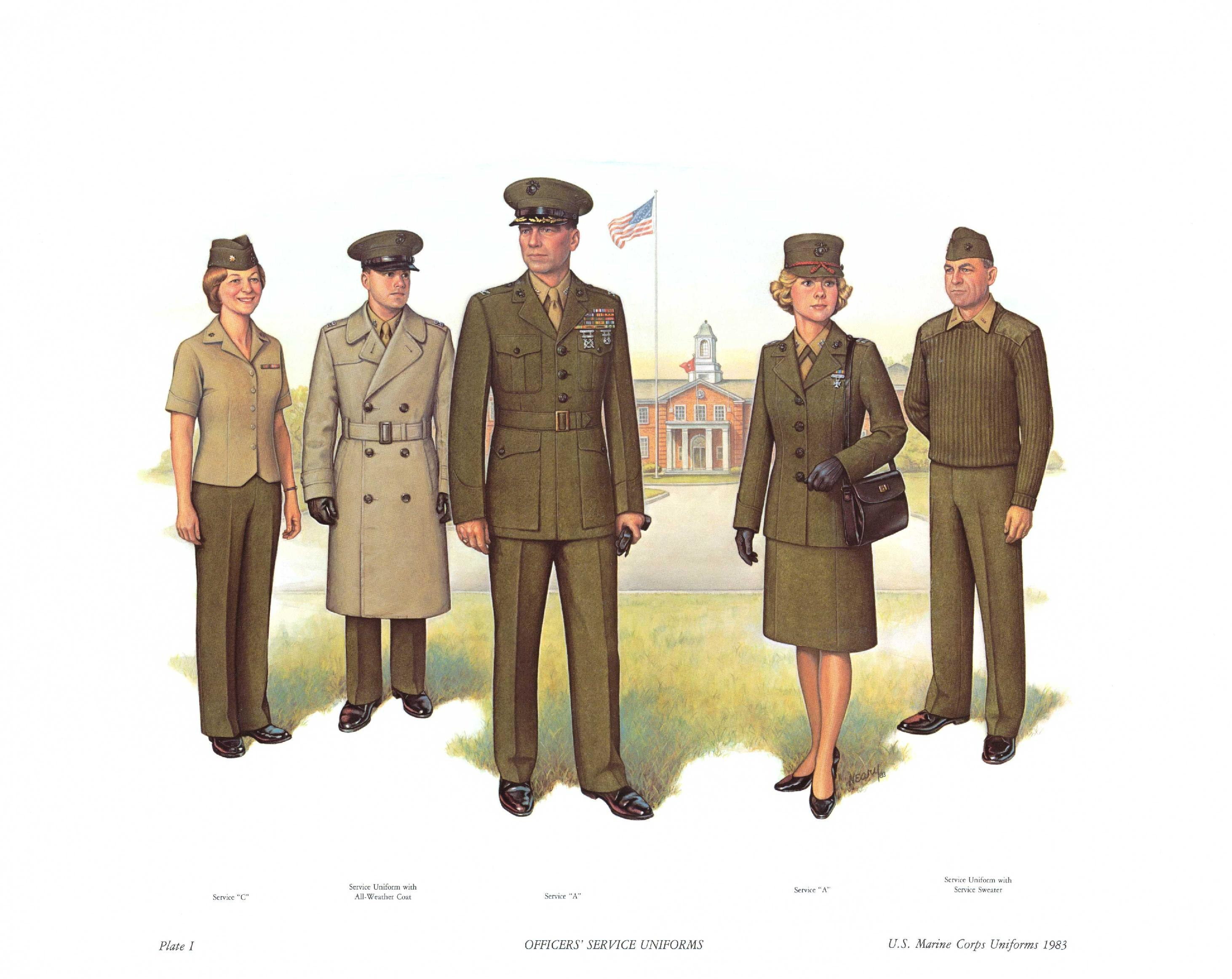
Uniforme de servicio para oficiales. Desde izquierda a derecha: "C", Servicio con abrigo para todo clima, "A", "A", Servicio con suéter.

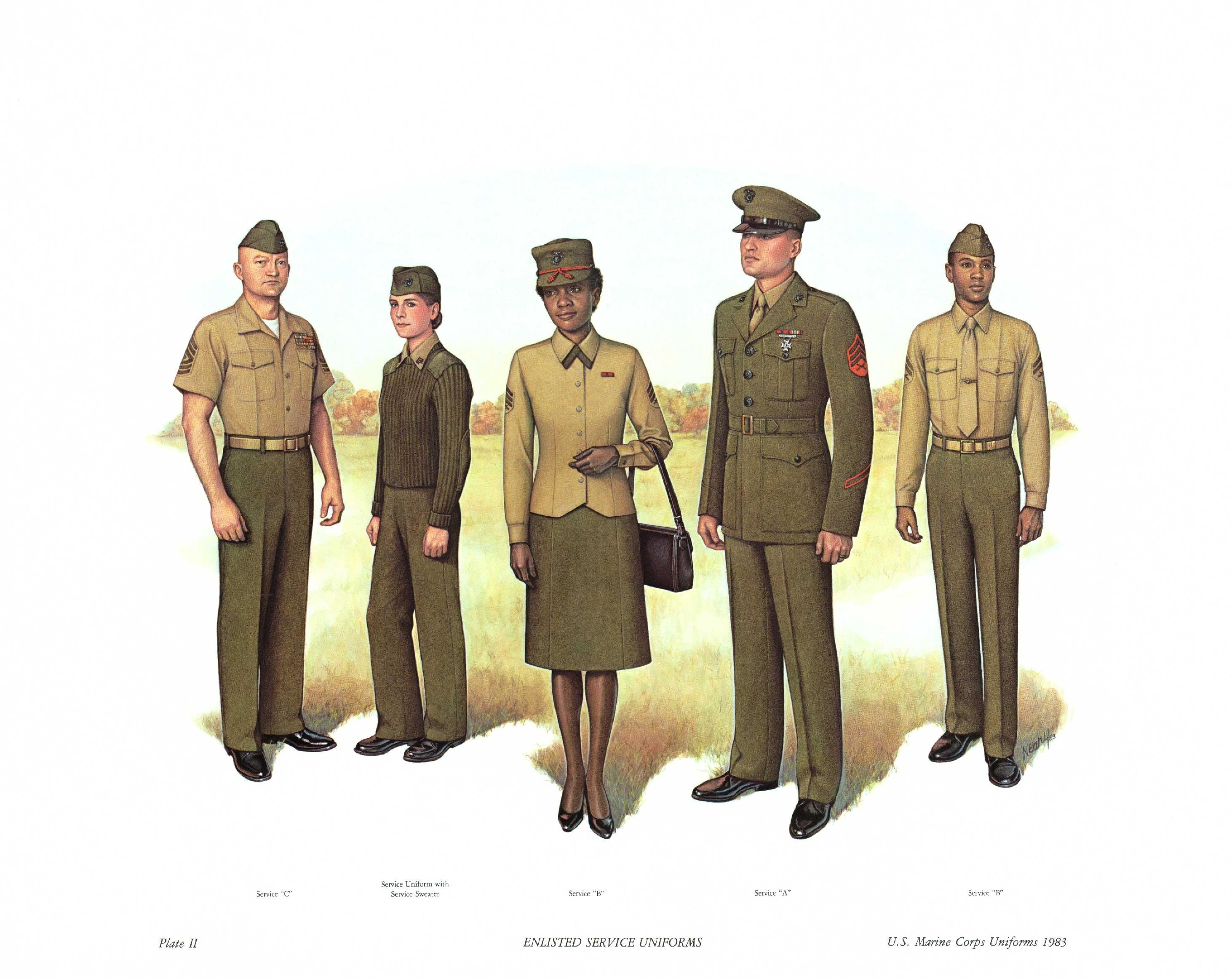
Uniforme de servicio para la tropa. Desde izquierda a derecha: "C", Servicio con suéter, "B", "A", "B".

El uniforme de servicio consiste de colores verde y caqui. En forma general es equivalente en función y composición a un traje civil. Es el uniforme prescrito cuando:
- se está sirviendo en una corte marcial
- se están haciendo visitas y servicios oficiales con dignatarios, representantes gubernamentales y oficiales militares estadounidenses o extranjeros.
- visitando la Casa Blanca, excepto cuando se hace en calidad de turista, o en un alguna ocasión donde se especifica usar otro tipo de uniforme.
- reportándose para servicio en tierra

Como el uniforme de gala azul, el uniforme de servicio está autorizado para ser usado mientras se encuentra fuera de servicio (por ejemplo, mientras se está de permiso o de vacaciones).
Los uniformes de servicio están designados como sigue:
- Servicio "A" (o Alfa) es el uniforme de base. Consiste de una chaqueta verde, pantalones verdes con un cinturón de tela caqui, camisa caqui de manga larga con botones, corbata caqui, alfiler de corbata y zapatos negros. La chaqueta está cortada para ser semi-ceñida al cuerpo, con cintas e insignias de puntería usadas en lado izquierdo del pecho sobre la chaqueta. Las mujeres usan un corbatín en lugar de la corbata, zapatos bajos de charol en vez de zapatos y pueden escoger entre usa una falda o slacks. Algunas veces se permite sacarse la chaqueta cuando se está en interiores.
- Servicio "B" (o Bravo) es idéntico al "A" excepto que se saca la chaqueta. Las cintas se pueden usar sobre la camisa.
- Servicio "C" (o Charlie) es idéntico al "B" excepto que se usa con una camisa de manga corta con botones y sin corbata.

Existen dos tipos de cubrecabeza autorizados para el uniforme de servicio. Tanto hombres como mujeres puede usar la gorra de cuartel de color verde, algunas veces se le conoce como "piss cutter" (en castellano: cortador de orina). Existe la opción de usar una gorra de servicio de estructura sólida (llamada Barracks Cover, en castellano: Cubierta de Barracas). El diseño de estas gorras difiere entre los hombres y las mujeres. Como en el uniforme de Gala Azul, los oficiales usan la insignia del rango en hombreras de sus chaquetas y en el cuello de sus camisas, mientras que la tropa usa la insignia del rango cosida en sus mangas.
Un suéter de cuello alto de color verde en el mismo tono que los pantalones puede ser usado con los uniformes "B" y "C", la insignia del rango es mostrado en las hombreras, los oficiales con su respectivo rango y la tropa en color negro, Cuando se usa el suéter de cuello alto con la camisa caqui de manga larga, no se exige el uso de corbata.

## Uniforme de faena
El Uniforme de faena y combate del Cuerpo del Cuerpo de Marines está ideado para ser usado en campaña o para los equipos que están realizando trabajos, pero se ha convertido en el uniforme normal de trabajo para todos los marines y marineros desplegados y para la mayoría de los que están acuartelados. El uniforme usa el patrón de camuflaje digital MARPAT que está diseñado para interrumpir la silueta del usuario y que también sirve para distinguir al uniforme de los marines de los usados por otros servicios. Previamente los marines usaban los mismos uniformes de faena que el Ejército. El uniforme consiste de una blusa y pantalones en patrón MARPAT, camiseta verde y botas de combate de ante color caqui (específicamente "olive mojave"). Existen dos variedades de MARPAT aprobadas, una zona templada boscosa/invernal (verde/marrón/negro) y una zona desértica/verano (caqui/marrón/gris). Para lograr una mayor distinción de los uniformes, al ser examinados desde muy cerca, se puede ver en el patrón el Águila, Globo Terráqueo y Ancla de la insignia del Cuerpo de Marines.
La variedad usada depende del ambiente y la temporada climática: los marines desplegados usan el color que es más apropiado al clima y al terreno; los infantes de marina acuartelados usan el MCCUU de zona boscosa en los meses de inviernos y el MCCUU de zona desértica en los meses de verano (la transición ocurre simultáneamente con el cambio de horario de verano). Anteriormente, el MCCUU desértico era usado con las mangas enrolladas en los cuarteles, con las mangas de la blusa plegadas estrechamente al nivel de los bíceps, exponiendo la capa interior más clara y formando un corte neto para presentar una apariencia más ordenada en lo que sería de otra forma un uniforme sin forma. En el pasado, cuando los marines usaban los mismos uniformes de faena que el Ejército y la Fuerza Aérea, esto servía para distinguirlos de las otras ramas del servicio, quienes doblaban las mangas con el camuflaje hacia la parte de afuera. En Haití, la práctica les ganó el sobrenombre de "mangas blancas". Sin embargo, el 24 de octubre de 2011, el Comandante del Cuerpo de Marines ordenó que los marines no debían seguir doblando sus mangas, no importando el color del uniforme o la época del año. Esta decisión fue recibida con sentimientos mezclados a favor y en contra.

Tanto oficiales como tropa usan la insignia del rango en el cuello, que está fijada con un broche y no cosida como en el Ejército y la Fuerza Aérea. La insignia de la tropa es siempre negra, mientras que la de los oficiales usan una insignia metálica brillante cuando están en los cuarteles y una insignia apagada (o de ningún tipo) cuando se encuentran en campaña. La mayoría de las distintivos e insignias de pecho están autorizadas a ser usadas en los uniformes de faena, ya sea en forma brillante o apagada como sea apropiado. Los infantes de marina de apoyo al desembarco también usan un parche rojo como insignia en su uniforme.
A diferencia de los uniformes de gala y de servicio, no está permitido el uso de los uniformes de faena y combate durante los permisos o vacaciones (por ejemplo, fuera de servicio), excepto cuando se está viajando en un vehículo entre el lugar de servicio y la residencia, o en detenciones de emergencia.
La gorra aprobada es la gorra de uso general, una gorra de ocho puntas ajustada que es llevada "bloqueada", esto es, arrugada y en posición alta. En campaña, también está autorizada un sombrero de ala ancha. Las perneras del pantalón se usan "bloused", o los bordes se usan doblados hacia el interior y apretados sobre las botas con una banda elástica o resorte conocida como "boot band" o "blousing garter". Con la introducción del Programa de Artes Marciales del Cuerpo de Marines, los marines usan sus cinturones con códigos de colores en vez del viejo cinturón de tela, indicando su nivel de dominio del MCMAP (el cinturón de tela fue descontinuado en el año 2008 debido a un requerimiento de que todos los infantes de marina hubieran logrado un cinturón caqui para esa fecha).
En combate, los marines también usarán uno de dos tipos de chalecos antibalas: el Chaleco Táctico Externo y el más nuevo Chaleco Táctico Modular, así como el Casco Ligero (que reemplaza al casco PASGT y el Arnés de Soporte de Carga Mejorado. Los marines en combate pueden usar vestimenta funcional a prueba de llamas, o uniformes FROG. Estos uniformes de combate están diseñados para reducir las heridas relacionadas al fuego y son muy similares al MCCUU. También se utiliza otro equipamiento individual de acuerdo a lo ordenado y las circunstancias.
El uso del MCCUU por contratistas civiles desplegados con unidades de los marines fue autorizado en la guerra de Irak pero fue rescindido a principios del año 2008.
En enero de 2013, el Cuerpo de Marines hizo una solicitud para una nueva variante para clima tropical del MCCUU. Se está buscando comprar 35 000 conjuntos de uniformes, que entre otras cosas se secarán más rápidos que la actual tela utilizada en el MCCUU.

## Uniforme para el entrenamiento físico

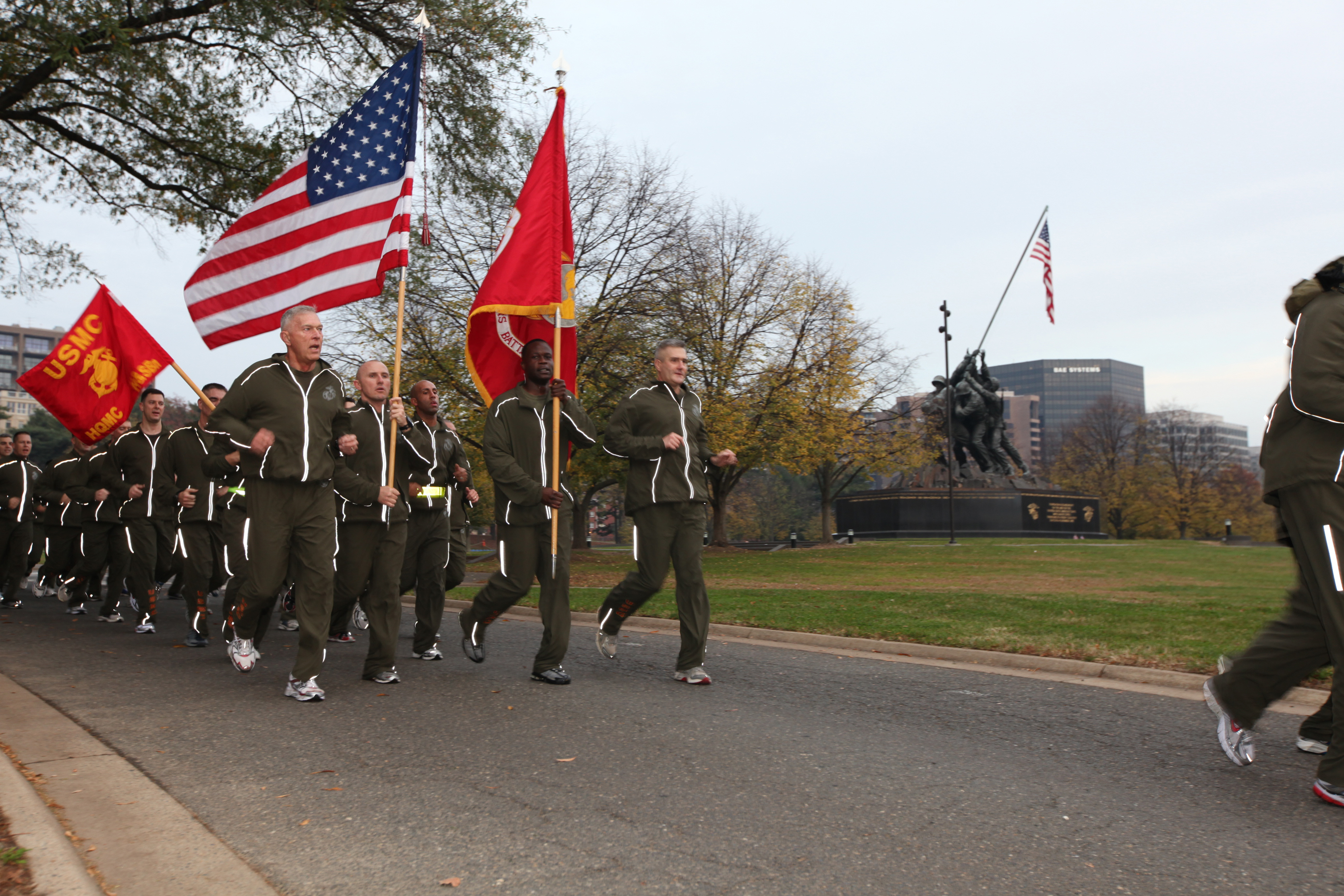
El CMC general Conway encabeza el trote de la unidad usando el nuevo equipo de trote en el cumpleaños del Cuerpo de Marines.

El uniforme de entrenamiento físico o uniforme PT consiste de uno de los siguientes pares:
- pantalones cortos de nailon y una camiseta de algodón de colores verde (se pueden autorizar el uso de camisetas con logos de la unidad)
- Pantalón de buzo y sudaderas de colores verde con el emblema del Cuerpo de Marines impreso en negro sobre el pecho izquierdo y el muslo[21]
- Buzo verde con las letras "Marines" en dorado y escarlata, y marcas reflectantes[22][23] fue presentado durante un viaje a Irak en diciembre de 2007 por el Comandante del Cuerpo de Marines general James Conway.[24] Comenzó a ser entregado a los marines en febrero de 2008 y será un ítem obligatorio de tener para el año fiscal 2010.[25]

Adicionalmente, los marines pueden usar una gorra tejida y guantes en clima invernal o una mochila de hidratación para prevenir la deshidratación.

## Varios

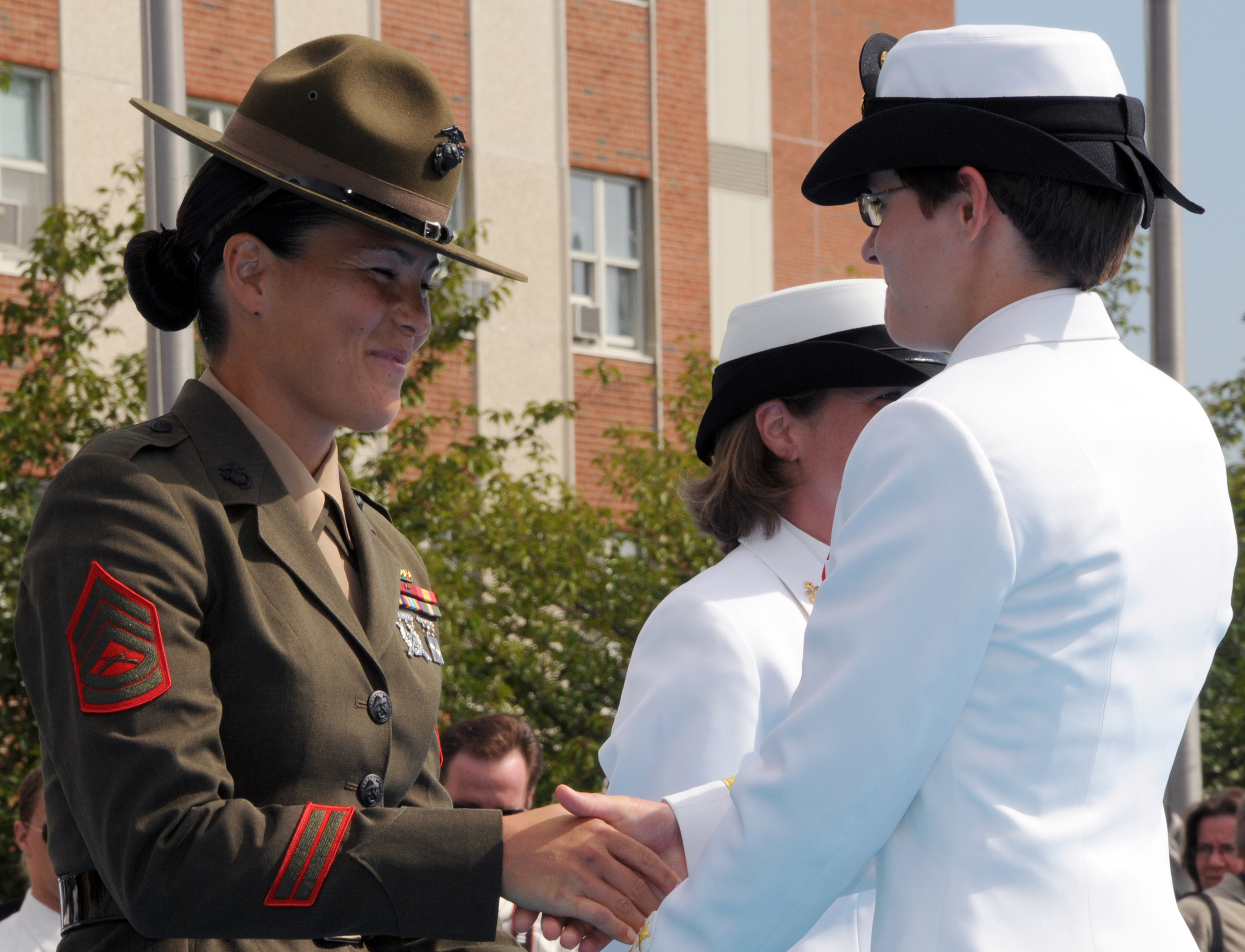
Una instructora militar (izquierda) usando el "cover" de campaña.

Los siguientes artículos pueden ser usados a discreción del individuo, excepto cuando se encuentre en formación, ceremonias, inspección o cuando el comandante decrete que se requiere uniformidad:
- Chaquetón gris para todo clima (que es una gabardina de cruzado doble en el pecho con un forro removible) que se está autorizado a usar con todos los uniformes durante clima inclemente o frío.
- Capote de Gala Azul de Lana, (cruzado doble con botones dorados), solo es usado con el uniforme de Gala Azul
- Una chaqueta corta gris está autorizada con los uniformes de Gala "C" y "D" y de Servicio "B" y "C" excepto cuando se usa el abrigo para todo clima
- Suéter de lana de servicio será usado con la insignia de rango en las hombreras:

- Suéter de servicio azul puede ser usado con los uniformes de Gala "C" y "D"; los marines de tropa usarán insignias doradas de prendedor de alfiler
- Suéter de servicio verde puede ser usado con los uniformes de Servicio "B" y "C" así como con el MCCUU (bajo la blusa); los marines de tropa usarán insignias negras de prendedor de alfiler

- Se pueden usar guantes a discreción del individuo excepto cuando se encuentran en formaciones ceremoniales (blancos para uniforme de Gala, negros para el uniforme de Servicio, negros o verde oliva para el uniforme de faena)
- Camiseta verde oliva con la insignia de la unidad u otro diseño pueden ser usados en lugar de la camiseta verde para el MCCUU o con el uniforme PT (una camisa personalizada puede ser obligatoria a menos que sea provista sin costo al individuo)
- Paraguas y carteras pueden ser usadas o llevadas por los infantes de marina femeninas cuando sea apropiado si son de color negras y sin adornos
- Las marines pueden usar los uniformes de maternidad de Servicio o de Faena cuando los uniformes estándares ya no les quepan. No existe un uniforme de gala de maternidad, mientras que el MCCUU de maternidad existe en patrones de clima templado boscoso y de clima desértico.
- Varios ítems de ropa de la organización pueden ser usados con el uniforme de faena durante condiciones climáticas inclementes o de clima frío, incluyendo la parka y pantalones del Sistema de Vestimenta Ambiental Multi Propósito, la Chaqueta de Desierto de Combate o el poncho para la lluvia.
- Etiquetas con el nombre de plástico en negro y blanco sin adornos pueden ser usadas sobre el bolsillo derecho del pecho de los uniformes de gala y de servicio solo cuando sea ordenado por el oficial al mando. Usualmente esto es visto en los instructores en las escuelas o conferencias, tales como los instructores militares o los asesores del Cuerpos de Entrenamiento de Oficiales Navales de la Reserva.
- Los instructores militares y cierto personal de  polígonos (tales como los instructores de puntería]) usan un sombrero de ala ancha (que es conocido por varios sobrenombres) junto con el uniforme de servicio y de faena cuando ellos están realizando labores de instrucción, tal como entrenamiento de reclutas o actividades relacionadas.

Los uniformes de trabajo serán usados cuando los deberes del individuo así lo exijan e incluyen los overoles, traje de vuelo, uniformes de cocineros y personal médico, y otra ropa de seguridad como  antiparras, guantes o delantales.

### Usados por el personal de la Armada

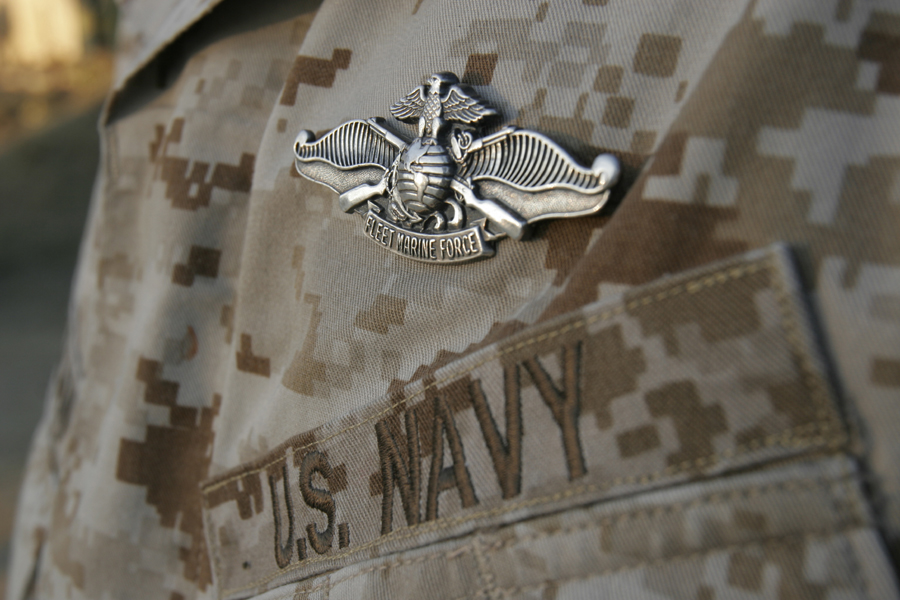
Un marinero usando el MCCUU con la insignia de la Fleet Marine Force.

Los oficiales y marineros de la Armada asignados a las unidades del Cuerpo de Marines están autorizados a usar todos los uniformes de los marines excepto por uniformes de Gala y de Gala Nocturno. Cuando se encuentren usando la del Cuerpo de Marines, el personal naval debe cumplir con los estándares de presentación y regulaciones físicas de los marines, así como el reemplazo de la insignia del Cuerpo de Marines por la de la Armada de Estados Unidos cuando sea factible. Estos miembros de la Fleet Marine Force incluyen a los doctores], dentistas, enfermeras, servicios médicos, capellanes, Especialistas de Programas Religiosos, abogados, auxiliares legales, coordinadores de fuego de artillería naval, buzos y guardia marinas de la Academia Naval de Estados Unidos que han sido seleccionados para oficiales del Cuerpo de Marines.
La mayoría de las unidades de los marines tendrán, como mínimo, personal médico y religioso naval, a quienes se les entregará y se les requerirá usar el MCCUU; el uso de los otros uniformes de la infantería de marina es opcional. Los batallones médicos y los batallones dentales, siendo casi en su totalidad integrados por oficiales y marineros navales, pueden ordenar usar otros uniformes. Otras unidades, tales como artillería, aviación o unidades legales, pueden tener personal naval asignado y se les asignan uniformes de los marines.

## Insignias, rangos y otros atavíos

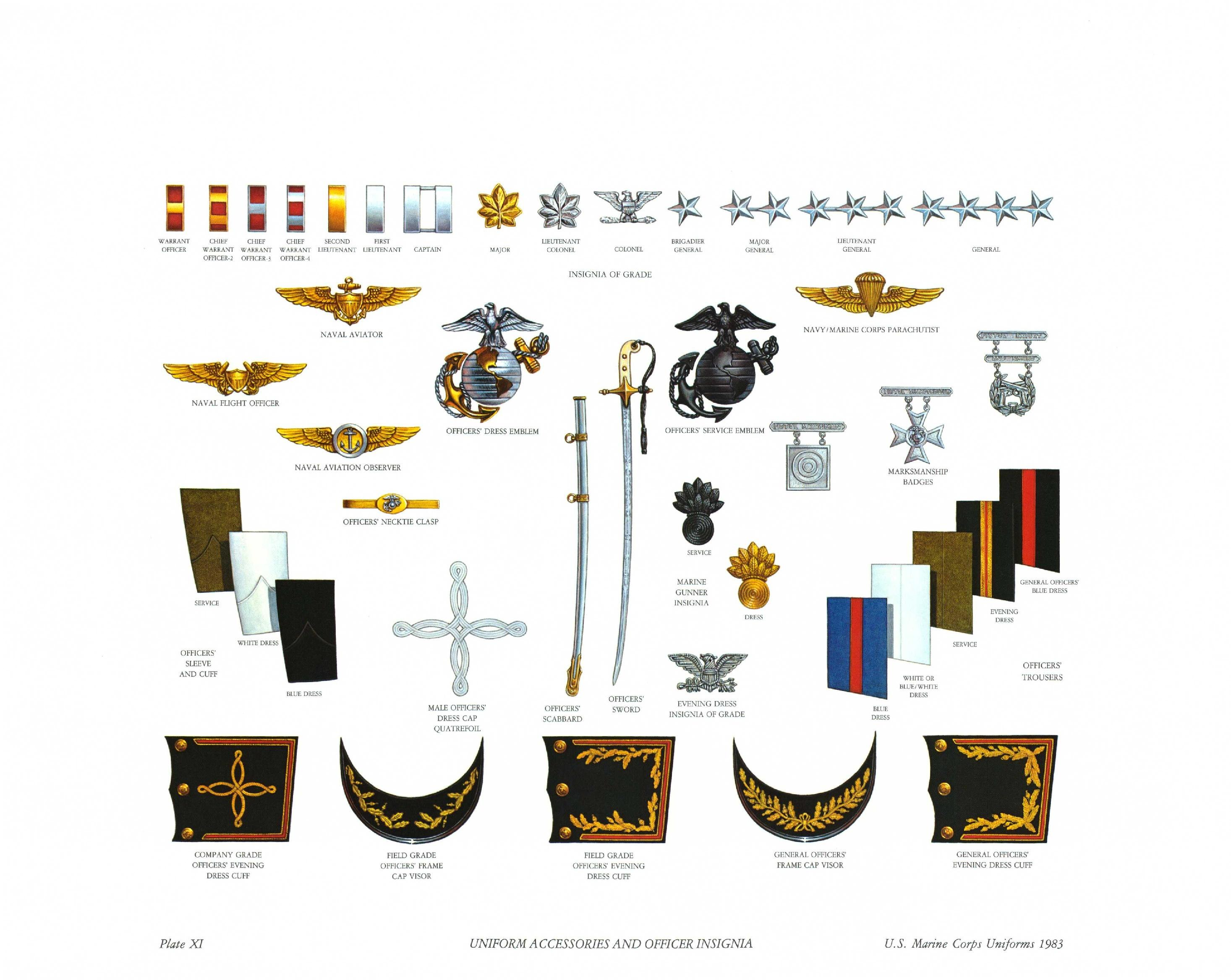
Insignias del uniforme para oficiales

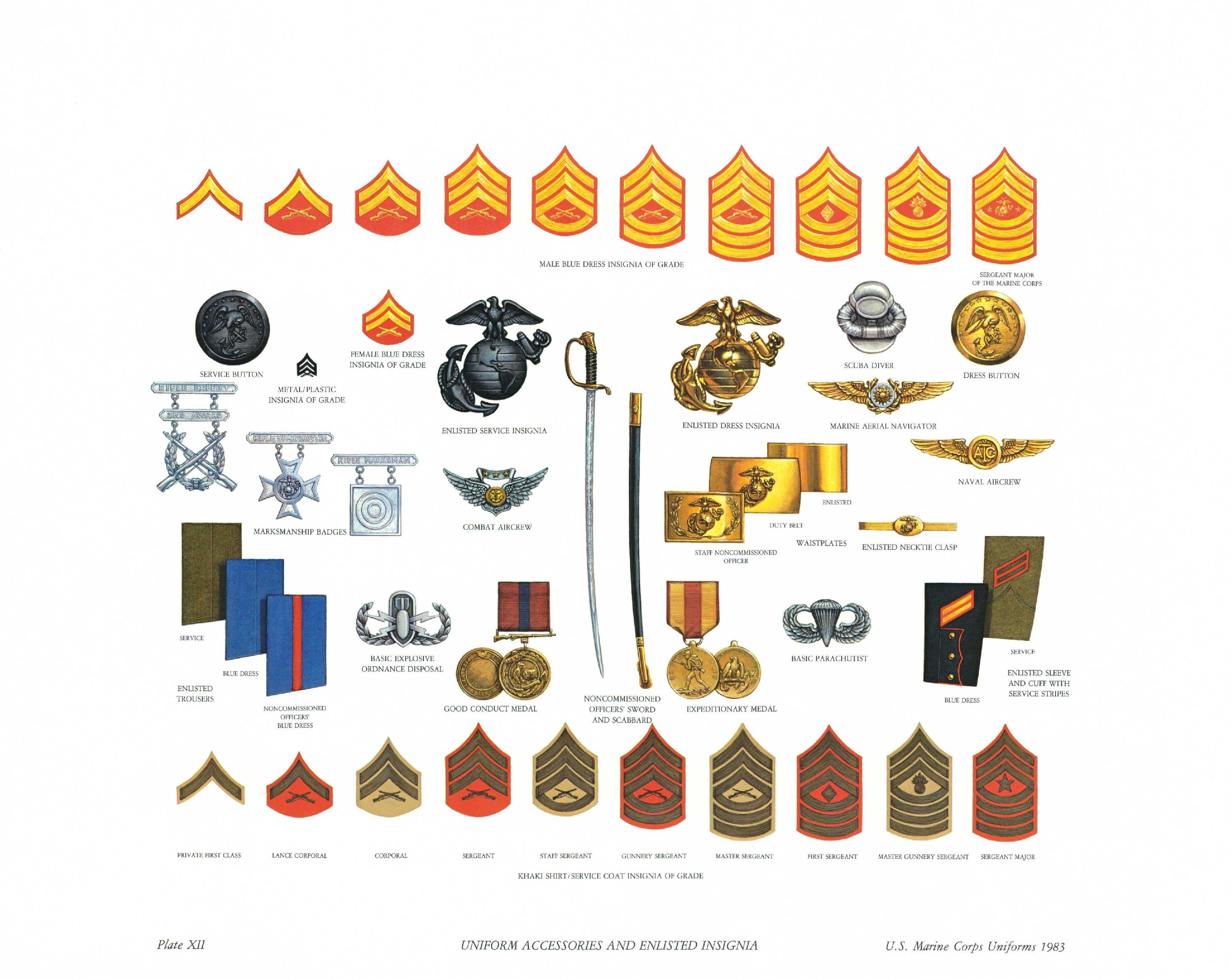
Insignias del uniforme para la tropa

Como con cualquier uniforme, los uniformes del Cuerpo de Marines pueden tener muchos atavíos cuyo simbolismo puede ser no tan obvio. Uno de los adornos más destacados es el Águila, Globo Terráqueo y Ancla encontrados en alguna variación en la mayor parte de los uniformes; incluso se le encuentra integrado en el patrón MARPAT de camuflaje digital. También está en la insignia de la gorra para todos los cubrecabezas de los distintos tipos de uniformes. Hoy en día se puede encontrar una insignia más vieja, antecesora a la del Águila, Globo Terráqueo y Ancla en los botones de los uniformes modernos.
La "franja escarlata" es encontrada en la costura externa de los pantalones de los uniformes de gala de los suboficiales subalternos, de los suboficiales y de los oficiales. La tradición sostiene que representa las altas tasas de bajas que sufrieron estos líderes durante la Batalla de Chapultepec. Los oficiales que usan el uniforme de Gala Nocturna también pueden tener un borde dorado adicional en la franja del pantalón.
Varios uniformes muestran las insignias de rango de formas diferentes. Los infantes de marina de tropa usarán  galones en las mangas de todos los uniformes excepto en el uniforme de faena y los otros uniformes de trabajo o de combate: franjas doradas sobre fondo rojo para la chaqueta de gala, franjas verdes sobre rojo para la chaqueta de servicio, franjas verdes sobre caqui para las camisas caquis de manga corta y larga, y negro metálico o insignias plásticas de alfiler en el cuello de los uniformes de faena o de trabajo o combate y en todos los sobretodos para todo clima. La misma insignia está pinchada en las hombreras de los suéteres de lana y en las chaquetas de tanquistas. Los oficiales usan una insignia más grande en las hombreras de las chaquetas de gala, gala nocturna y de servicio así como en los suéteres y chaquetas tanquistas; se usan insignias más pequeñas en el cuello de todos los otros uniformes (los oficiales en ambientes de combate pueden usar insignias atenuadas, donde el color negro mate reemplaza al color plata y el café mate reemplaza al dorado). Los  Oficiales Técnicos Jefes que son designados como "Oficial de Armas de Infantería" con una especialidad ocupacional militar de 0306 (también conocido como Oficial Técnico) reemplazó su insignia izquierda con una bomba explotando dorada o negra. El personal de la  Armada autorizado a usar los uniformes del Cuerpo de Marines utilizan su grado asignado. Los músicos de la Banda del Cuerpo de Marines Estados Unidos reemplazan los rifles cruzados en su insignia con  liras para denotar su rol de no combatiente.
Los marinesusan sus galardones de varias formas. Las medalla más grandes están autorizados solo en el uniforme de Gala "A", mientras que los galardones para los cuales no existen medallas tendrán  cintas de servicio montadas en el bolsillo opuesto. Las medallas miniaturas son usadas en el uniforme de Gala Nocturna y están autorizadas a usar con  trajes de etiquetas civiles cuando sea apropiado al evento. Otros uniformes de gala y de servicio son usados con cintas de servicio e insignias de calificaciones de armas, aunque el comandante de la unidad puede decidir obviar estas últimas. Las insignias de pecho, son usadas de forma similar, aunque los individuos tienen la posibilidad de usar insignias atenuadas en el uniforme de faena o de combate.
Los botones en las chaquetas de gala y de servicio son un recuerdo de la insignia del Cuerpo previa a la adopción del Águila, Globo Terráqueo y el Ancla. El  cuatrifolio --la costura de forma cruzada usada en la parte superior de la gorra de los oficiales-- es una parte distintiva del uniforme del oficial de los marines. El diseño es de origen francés y es una tradición de la época anterior a la guerra de Secesión cuando los oficiales usaban una cruz de cuerda en sus gorras para permitir que los  tiradores designados ubicados en las partes altas del  aparejo de un velero para identificar a sus propias tropas en una batalla. Los imarines de tropa usan  galones de servicio en el puño de las chaquetas de gala y de servicio, cada galón denota cuatro años de servicio como marines. El collar parado de la chaqueta de gala es un recuerdo del uniforme por el cual los marines reciben el sobrenombre de "Leatherneck" (en castellano: Cuellos de Cuero).
El personal puede usar cinturones de tela verde y/o brazaletes cuando está prestando servicio de autoridad o ceremonial (tales como  instructores militares o centinelas), llevar tales ítems indica que el individuo se encuentra "bajo armas" sin que ellos realmente estén llevando una. Como tal, ellos no se sacan su gorra cuando se encuentran bajo techo. Durante ceremonias, los oficiales tienen la opción de usar un cinturón Sam Brown y la espada mameluco, y los suboficiales pueden usar la espada de los suboficiales. La actual espada mameluco está basada en la espada regalada al  teniente primero Presley O'Bannon por el virrey del Imperio Otomano, Príncipe Hamet, en el año 1804, durante la primera guerra berberisca, como un gesto de respeto y alabanza por las acciones del Cuerpo de Marines en la Batalla de Derne.
Los miembros del  5.º y 6.º regimientos usan el Fourragère francés para representar los múltiples entregas de la Croix de Guerre realizadas por el gobierno francés durante la Primera Guerra Mundial.

## Comparación con el Ejército
Algunas veces los infantes de marina son confundidos con el Ejército de Estados Unidos. Esto era más común cuando ambos servicios usaban los mismos uniformes de faena y de combate, pero con la introducción de patrones digitales únicos (MARPAT en los marines, UCP para el Ejército), esto ya no existe posibilidad de confusión. Existen otras diferencias significativas:
- Los marines no usan boinas y utilizan botas solo con el uniforme de faena o de combate, mientras que ciertas unidades calificadas como aerotransportadas y ceremoniales del ejército están autorizadas a usar botas negras brillantes con los uniformes de servicio y de gala. Ambos servicios hacen excepciones para las botas con otros uniformes de trabajo, tales como overoles, trajes de vuelo y uniformes para climas fríos extremos.

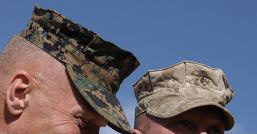
Varias gorras de uso general de ocho puntas.

- La gorra de uso general de los marines es una gorra de 8 puntas plegada y levantada, el Ejército usa una gorra de patrulla redondeada estilo quepis. A diferencia del Ejército, el Cuerpo de Marines no usa la insignia de rango sobre la gorra, sino que usa el Águila, Globo Terráqueo y Ancla) en el medio de la gorra. En el ejército se acostumbraba a usar una boina cuando se encontraban en la guarnición pero se ha cambiado la política para usar la gorra de patrulla tanto en las guarniciones como en campaña (las tropas aerotransportadas, las fuerzas especiales y los Rangers pueden usar sus boinas distintivas cuando se encuentran en las guarniciones). Era exigido que las cubiertas de tela de los cascos tuviera la EGA en ellas pero se ha discontinuado. Los marines también pueden usar la gorra de guarnición plegable o una gorra de plato con sus uniformes de servicio, mientras que el Ejército usa boinas y gorras de plato con los suyos.

- Ahora los marines usan uniformes de faena camuflados predominantemente verde oscuro o  bronceado (cambiando entre boscoso en invierno y desierto en verano, y como sea apropiado al teatro de operaciones), mientras que el ACU es un uniforme de color verde claro, bronceado y gris ideado para todo tipo de climas. Los marines a menudo usan una camiseta verde bajo sus uniformes de faena, mientras que la mayor parte de las unidades del Ejército usan una camiseta de color arena.

- Los marines no están autorizados a usar sus uniformes de faena fuera de la base mientras se encuentran de permiso, excepto cuando están en un vehículo moviéndose entre bases, o en caso de emergencia. El Ejército ofrece más libertad en este aspecto, pero aún prohíbe el uso casual de ese uniforme, especialmente en escenarios sociales o de visita a bares.[27]

- El uniforme de servicio del Cuerpo de Marines es una chaqueta verde oliva con un cinturón y usado con una camisa caqui y corbata. El  uniforme de servicio actual del Ejército es una chaqueta azul oscuro con una camisa blanca, previamente llamado uniforme de "Gala Azul" (la chaqueta verde con una camisa verde clara y chaqueta blanca están dejando de usarse en favor del uniforme azul).

- Los uniformes de servicio y de gala de los marines muestran menos ítems - solo insignia de rango, cintas, insignias de puntería e insignia de pecho. El uniforme de servicio del Ejército tiene, adicionalmente, insignia de rama, distintivo de unidad y distintivo de regimental, insignias de habilidades de combate y especiales (por ejemplo: Insignia de Combate del Infante  o Insignia de Combate del Enfermero --algunas de las cuales tienen su equivalente a las insignias de pecho de los marines--  la  insignia de hombro en la manga (solo en los uniformes de servicio verde), y  lengüetas de calificación por encima de la insignia de hombro en la manga de la unidad actual como por ejemplo la Lengüeta de Ranger o la de Zapador.

- De la misma forma, los marines usan menos ítems en sus uniformes de faena, cuando se les compara con los del Ejército, que usan parches con la  bandera estadounidense, insignias de hombro de en la manga, lengüetas de servicio y tienen la opción de usar insignias atenuadas de combate y de habilidades especiales cuando se encuentran en guarnición. Normalmente, las únicas características distintivas de los uniformes de faena de la Infantería de Marina son los parches de servicio y de nombre; el emblema del Águila, Globo Terráqueo y Ancla; insignia de rango, insignia de pecho (que no es usada en campaña) y (dependiendo del personal) el Parche Rojo.

- Los marines nunca saludan si no están usando una gorra. Esto significa que la vasta mayoría de los marines no saludan cuando están en interiores, donde se sacan la gorra excepto para aquellos individuos que se encuentran de guardia (o vistiendo un cinturón de servicio, una forma de indicar simbólicamente que están de guardia sin tener que usar un arma). A los soldados se les permite saludar sin gorra cuando se están reportando a un superior.[28]

- Los oficiales y los suboficiales de Estado Mayor del Cuerpo de Marines son los únicos soldados de tropa autorizados para usar espadas dependiendo de la ocasión y cuando están a cargo de una formación.